# Braux (Aube)
Pour les articles homonymes, voir Braux.
Braux est une commune française, située dans le département de l'Aube en région Grand Est.

## Géographie
| Donnement          | Balignicourt | Pars-les-Chavanges |
| Aulnay             | Braux        | Yèvres-le-petit    |
| Chalette-sur-Voire | Bétignicourt | Rosnay-l'Hôpital   |

Petit village situé dans la vallée du Ravet.

### Hydrographie
La commune est dans la région hydrographique « la Seine de sa source au confluent de l'Oise (exclu) » au sein du bassin Seine-Normandie. Elle est drainée par le Ravet et le Petit Ravet,.
Le Ravet, d'une longueur de 16 km, prend sa source dans la commune de Chavanges et se jette  dans la Seine à Brillecourt, après avoir traversé six communes.

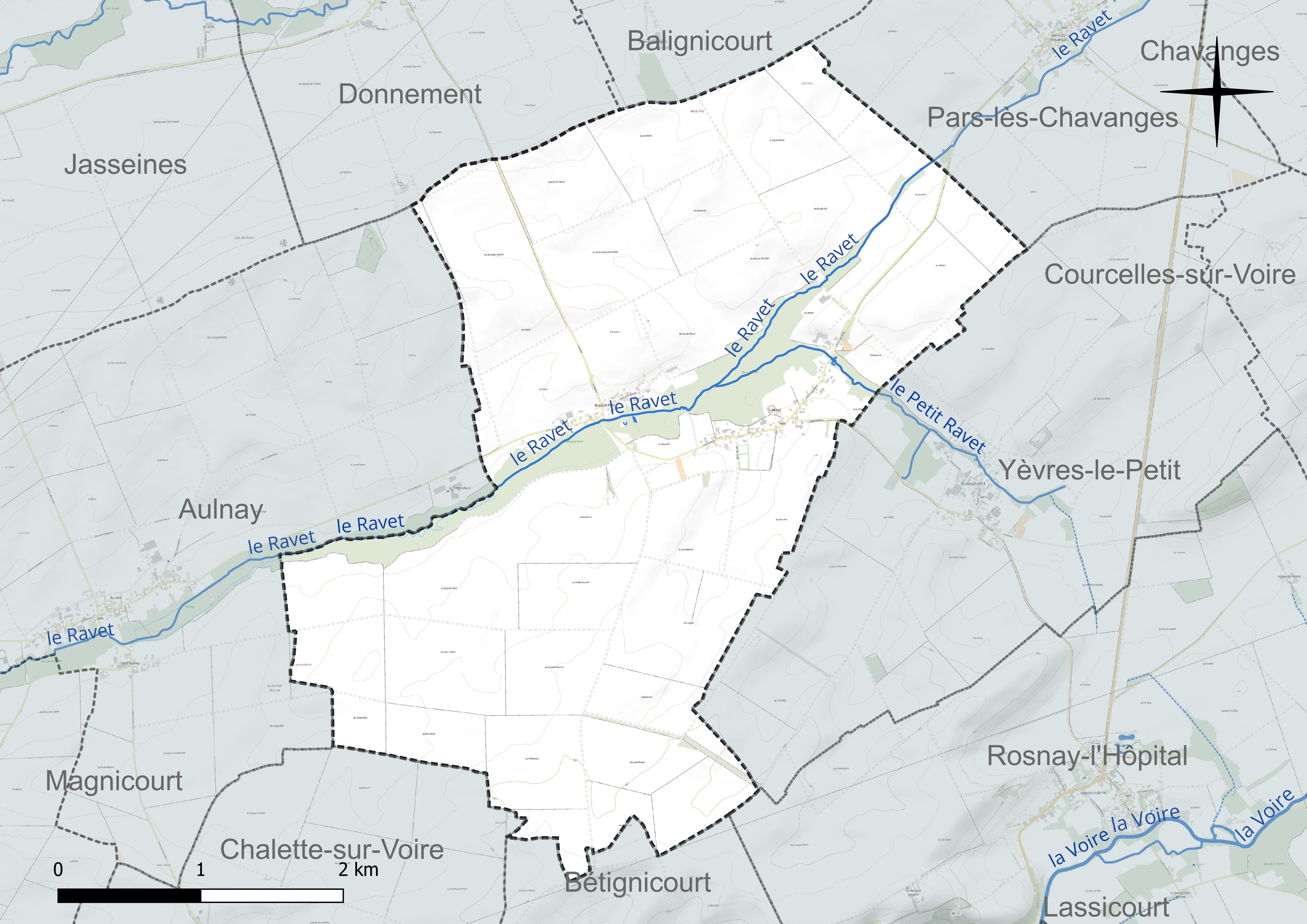
Réseau hydrographique de Braux.

### Climat
Pour des articles plus généraux, voir Climat du Grand Est et Climat de l'Aube.
En 2010, le climat de la commune est de type climat océanique dégradé des plaines du Centre et du Nord, selon une étude du Centre national de la recherche scientifique s'appuyant sur une série de données couvrant la période 1971-2000. En 2020, Météo-France publie une typologie des climats de la France métropolitaine dans laquelle la commune est exposée à un climat océanique altéré et est dans une zone de transition entre les régions climatiques « Nord-est du bassin Parisien » et « Lorraine, plateau de Langres, Morvan ».
Pour la période 1971-2000, la température annuelle moyenne est de 10,7 °C, avec une amplitude thermique annuelle de 16,1 °C. Le cumul annuel moyen de précipitations est de 746 mm, avec 11,9 jours de précipitations en janvier et 8,4 jours en juillet. Pour la période 1991-2020, la température moyenne annuelle observée sur la station météorologique de Météo-France la plus proche, « Mathaux-Étape », sur la commune de Mathaux à 13 km à vol d'oiseau, est de 11,5 °C et le cumul annuel moyen de précipitations est de 733,9 mm. 
La température maximale relevée sur cette station est de 41,5 °C, atteinte le 25 juillet 2019 ; la température minimale est de −18 °C, atteinte le 2 janvier 1997,,.
Les paramètres climatiques de la commune ont été estimés pour le milieu du siècle (2041-2070) selon différents scénarios d'émission de gaz à effet de serre à partir des nouvelles projections climatiques de référence DRIAS-2020. Ils sont consultables sur un site dédié publié par Météo-France en novembre 2022.

## Urbanisme

### Typologie
Au 1er janvier 2024, Braux est catégorisée commune rurale à habitat dispersé, selon la nouvelle grille communale de densité à 7 niveaux définie par l'Insee en 2022.
Elle est située hors unité urbaine. Par ailleurs la commune fait partie de l'aire d'attraction de Brienne-le-Château, dont elle est une commune de la couronne,. Cette aire, qui regroupe 30 communes, est catégorisée dans les aires de moins de 50 000 habitants,.

### Occupation des sols
L'occupation des sols de la commune, telle qu'elle ressort de la base de données européenne d’occupation biophysique des sols Corine Land Cover (CLC), est marquée par l'importance des territoires agricoles (90,5 % en 2018), une proportion sensiblement équivalente à celle de 1990 (90,7 %). La répartition détaillée en 2018 est la suivante : 
terres arables (90,5 %), forêts (7,6 %), zones urbanisées (1,9 %). L'évolution de l’occupation des sols de la commune et de ses infrastructures peut être observée sur les différentes représentations cartographiques du territoire : la carte de Cassini (XVIIIe siècle), la carte d'état-major (1820-1866) et les cartes ou photos aériennes de l'IGN pour la période actuelle (1950 à aujourd'hui).

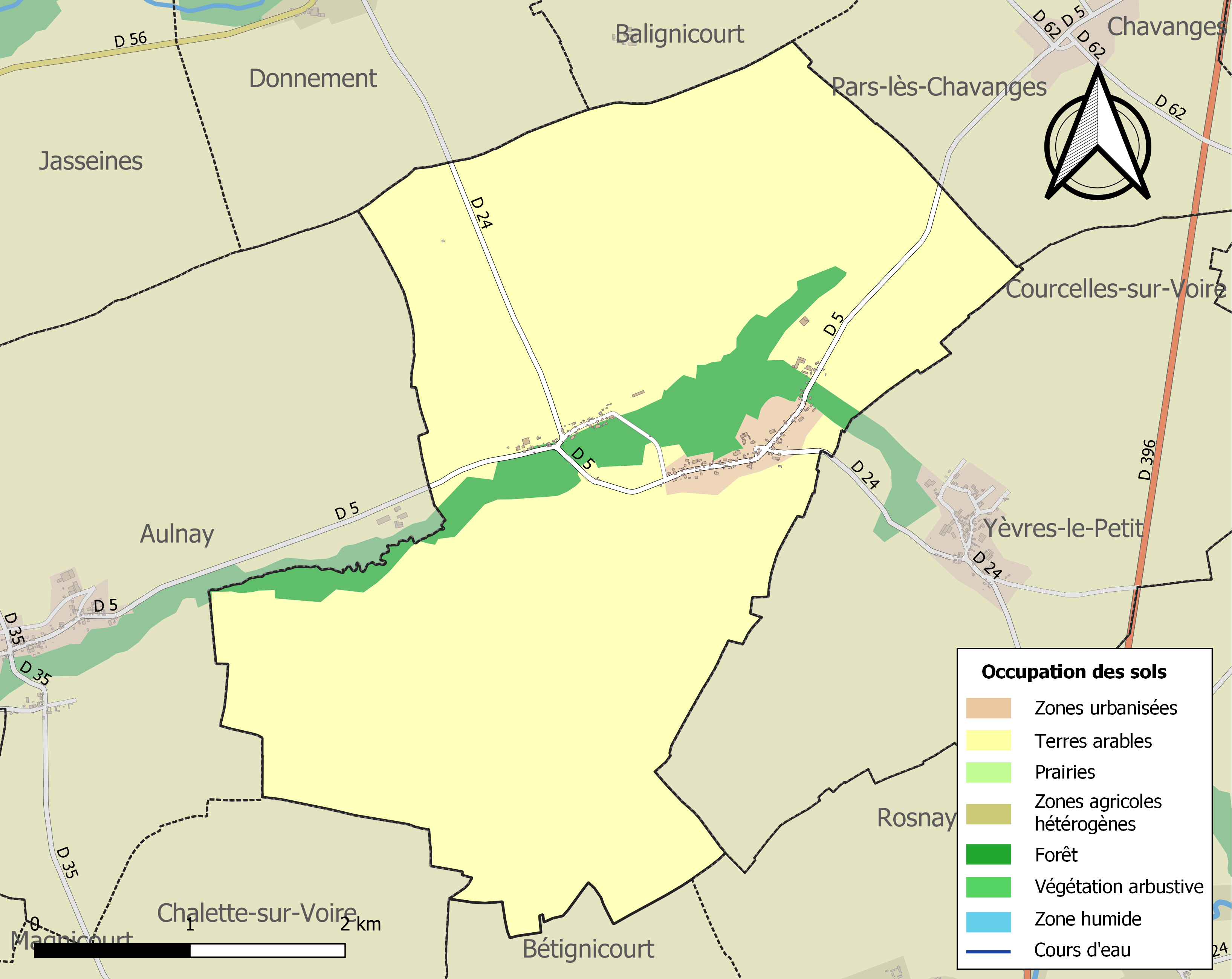
Carte des infrastructures et de l'occupation des sols de la commune en 2018 (CLC).

## Toponymie
Le nom de Braux vient du terme de langue d'oïl bro, qui désigne un marc (de raisin, de bière), mais aussi les boues, et qui est d’origine gauloise.

## Histoire
Les deux hameaux de la commune s'appelaient autrefois Braux-le-Grand (puis Braux-sous-Pars et Braux-le-Comte) et Braux-Saint-Père qui dès 845, appartenait à l'abbaye de Montier-en-Der. 
La Brau, petite rivière aujourd'hui appelée Ravet, a donné son nom au bourg.
Au cours de la Révolution française, la commune porta provisoirement les noms de Braux-sous-Pars et de Braux-sur-Ravet.
Le village dépend de l'arrondissement d'Arcis-sur-Aube depuis la Révolution jusqu'en 1926.

## Politique et administration
| Période   | Période  | Identité         | Étiquette | Qualité               |
| --------- | -------- | ---------------- | --------- | --------------------- |
| ?         | ?        | Jacques Riglet   |           |                       |
| mars 2001 | 2014     | Raymond Doublet  |           |                       |
| mars 2014 | En cours | Claude Lorphelin | DVD       | Professeur des écoles |

## Démographie
L'évolution du nombre d'habitants est connue à travers les recensements de la population effectués dans la commune depuis 1793. Pour les communes de moins de 10 000 habitants, une enquête de recensement portant sur toute la population est réalisée tous les cinq ans, les populations de référence des années intermédiaires étant quant à elles estimées par interpolation ou extrapolation. Pour la commune, le premier recensement exhaustif entrant dans le cadre du nouveau dispositif a été réalisé en 2008.

En 2022, la commune comptait 113 habitants, en évolution de +8,65 % par rapport à 2016 (Aube : +0,7 %, France hors Mayotte : +2,11 %).
| 1793 | 1800 | 1806 | 1821 | 1831 | 1836 | 1841 | 1846 | 1851 |
| ---- | ---- | ---- | ---- | ---- | ---- | ---- | ---- | ---- |
| 292  | 350  | 362  | 373  | 366  | 371  | 373  | 397  | 380  |

| 1856 | 1861 | 1866 | 1872 | 1876 | 1881 | 1886 | 1891 | 1896 |
| ---- | ---- | ---- | ---- | ---- | ---- | ---- | ---- | ---- |
| 384  | 354  | 339  | 310  | 303  | 278  | 277  | 263  | 259  |

| 1901 | 1906 | 1911 | 1921 | 1926 | 1931 | 1936 | 1946 | 1954 |
| ---- | ---- | ---- | ---- | ---- | ---- | ---- | ---- | ---- |
| 243  | 225  | 228  | 191  | 185  | 187  | 204  | 199  | 183  |

| 1962 | 1968 | 1975 | 1982 | 1990 | 1999 | 2006 | 2008 | 2013 |
| ---- | ---- | ---- | ---- | ---- | ---- | ---- | ---- | ---- |
| 187  | 160  | 144  | 124  | 132  | 121  | 110  | 108  | 101  |

| 2018 | 2022 | - | - | - | - | - | - | - |
| ---- | ---- | - | - | - | - | - | - | - |
| 112  | 113  | - | - | - | - | - | - | - |

## Lieux et monuments
Église du XIIe siècle, reconstruite au XVIe siècle sous le vocable de saint Martin. Portail ouest flamboyant, statue d'évêque au centre du tympan. Le bas côté nord ne fut pas élevé.
Plusieurs statues du XVIe siècle, des carreaux émaillés et quelques fragments de vitraux ornent l'édifice.

## Héraldique
| Blason de Braux | Blason  | D’azur à la crosse d’or à dextre et à la clé contournée à double panneton du même à senestre. |
| Blason de Braux | Détails | Le statut officiel du blason reste à déterminer.                                              |

### Articles de Wikipédia
- Communes de l'Aube
- Anciennes communes de l'Aube